# Christian August Langguth
Christian August Langguth (* 26. Dezember 1754 in Wittenberg; † 9. Februar 1814 in Wittenberg) war ein deutscher Mediziner und Physiker.

## Leben
Geboren als Sohn des Wittenberger Medizinprofessors Georg August Langguth, immatrikulierte er sich am 11. Oktober 1757 an der Universität Wittenberg und wechselte am 27. Mai 1778 an die Universität Leipzig. Zurückgekehrt nach Wittenberg erwarb er sich am 30. April 1779 den akademischen Grad eines Magisters und promovierte am 22. April 1779 zum Doktor der Medizin. Ab dem 12. Oktober 1781 lehrte er als außerordentlicher Professor für Geburtshilfe besonders über Naturgeschichte und Entbindungskunst. Im Jahr 1790 wurde er zum Mitglied der Leopoldina gewählt.
Da man jedoch mit dem geplanten Institut für Geburtshilfe nicht vom Flecke kam, wechselte er am 29. Mai 1797 als Adjunkt an die philosophische Fakultät. An ihr übernahm er nach dem Tod von Johann Daniel Titius durch kurfürstliche Weisung vom 3. Mai 1797, die ordentliche Professur der Physik und behielt sein medizinisches Extraprofessur bei. In seinen Vorlesungen behandelte er neben der physikalischen Geographie vor allem die Naturgeschichte. 
Durch Vererbung gelangte er an die Sammlung seines Vaters, die er eifrig vermehrte und als Langguthsche Sammlungen in den Vorleseunterricht recht nützlichen Eingang fanden. 1812 wurden diese Sammlungen durch den Kurfürsten für die Universität aufgekauft und ihm wurde auf Lebenszeit der Gebrauch der Sammlung eingeräumt. In den Stürmen des Jahres 1813 harrte Langguth in Wittenberg aus und wurde im Folgejahr durch Typhus dahingerafft.

## Familie
Langguth war mit Christina Charlotte Clauswitz († 28. Februar 1792 in Wittenberg) verheiratet, welche an den Folgen einer Entbindung starb. Aus seiner Ehe sind drei Söhne und drei Töchter bekannt. Von diesen weiß man:
- Gottlob August (* 21. Oktober 1782 in Wittenberg; † 23. Oktober 1782 ebenda)
- Elisabeth Concordia (* 24. Dezember 1783 in Wittenberg)
- Carl Rudolf August  (* 22. Januar 1786 in Wittenberg; † 1. April 1786 ebenda)
- Christiane Auguste (* 26. Juni 1787 in Wittenberg)
- Georg Christian (* 22. Januar 1790 in Wittenberg)
- Dorothea Charlotte (* 27. Februar 1792 in Wittenberg; † 17. August 1811 ebenda)

## Werke (Auswahl)
- De Motu Peristaltico. (Resp. Christian Friedrich Wehle) Scheffler, Wittenberg 1742. (Digitalisat)
- De fractura patellae genu. (Resp. Chrisstian Gottlieb Schiller) Bossoegel, Wittenberg 1745. (Digitalisat)
- De fetu ab ipsa conceptione animato. (Resp. Christian Gottlob Otto) Eichsfeld, Wittenberg 1747. (Digitalisat)
- De Pvrgatione Alvi Freqventiore Veneno Magis Qvam Panacea. (Resp. Georg Christian Klingner) Eichsfeld, Wittenberg 1751. (Digitalisat)
- Dissertatio Inauguralis Medica De Optima Methodo Sanandi Ulcera C. H. Per Remedia Potissimum Interna. (Resp. Karl Christian Akoluth) Eichsfeld, Wittenberg 1753. (Digitalisat)
- Eine kurze Beschreibung der naturhistorischen, öconomischen, physischen und medicinischen Sammlung des D. C. A. L. (Digitalisat)
- De Cura Qua Res Publica Prosequi Debeat Rem Obstetriciam. Wittenberg 1782. (Digitalisat)